# Aloe thompsoniae
Aloe thompsoniae é uma espécie de liliopsida do gênero Aloe, pertencente à família Asphodelaceae.